# Burg Stuben
Die Burg Stuben ist eine abgegangene Niederungsburg im Bereich des Wohnplatzes Stuben der Gemeinde Altshausen im Landkreis Ravensburg in Baden-Württemberg.
Die Burg Stuben, früher vermutlich „Stubun“ genannt, hat sich auf dem inzwischen abgetragenen „Schlösslesbühl“ befunden haben und war der Stammsitz der 1259 bis 1744 erwähnten edelfreien Herren von Stuben und späteren Freiherren von Stuben. Als weitere Besitzer werden 1343 und 1351 die Herren von Königsegg und das Kloster Weingarten genannt. Die ehemaligen Burganlage, vermutlich eine Turmhügelburg (Motte), ist nur noch im Luftbild zu erkennen. Verena von Stuben war Äbtissin im Kloster Sonnenburg.